# Cedar Point (Caroline du Nord)
Pour les articles homonymes, voir Cedar Point (homonymie).
Cedar Point est une ville américaine située dans le comté de Carteret dans l'État de Caroline du Nord. En 2010, sa population était de 1 279 habitants.

## Démographie
| 1990 | 2000 | 2010  | - | - | - |
| ---- | ---- | ----- | - | - | - |
| 628  | 929  | 1 279 | - | - | - |

## Source de la traduction
- (en) Cet article est partiellement ou en totalité issu de l’article de Wikipédia en anglais intitulé « Cedar Point, North Carolina » (voir la liste des auteurs).